# Форт Сірі

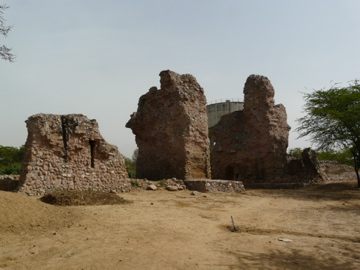
Руїни південної брами форту

Форт Сірі — залишки стародавнього укріпленого міста, одного з семи міст Делі, збудованого за часів правління делійського султана Алауддіна Хілджі з метою захисту населення від постійних атак монголів. Місто було збудовано близько 1303 року, а зараз від нього залишилися лише руїни кількох ділянок, розташовані в центрі округу Південне Делі.